# St. Martin (Mömlingen)

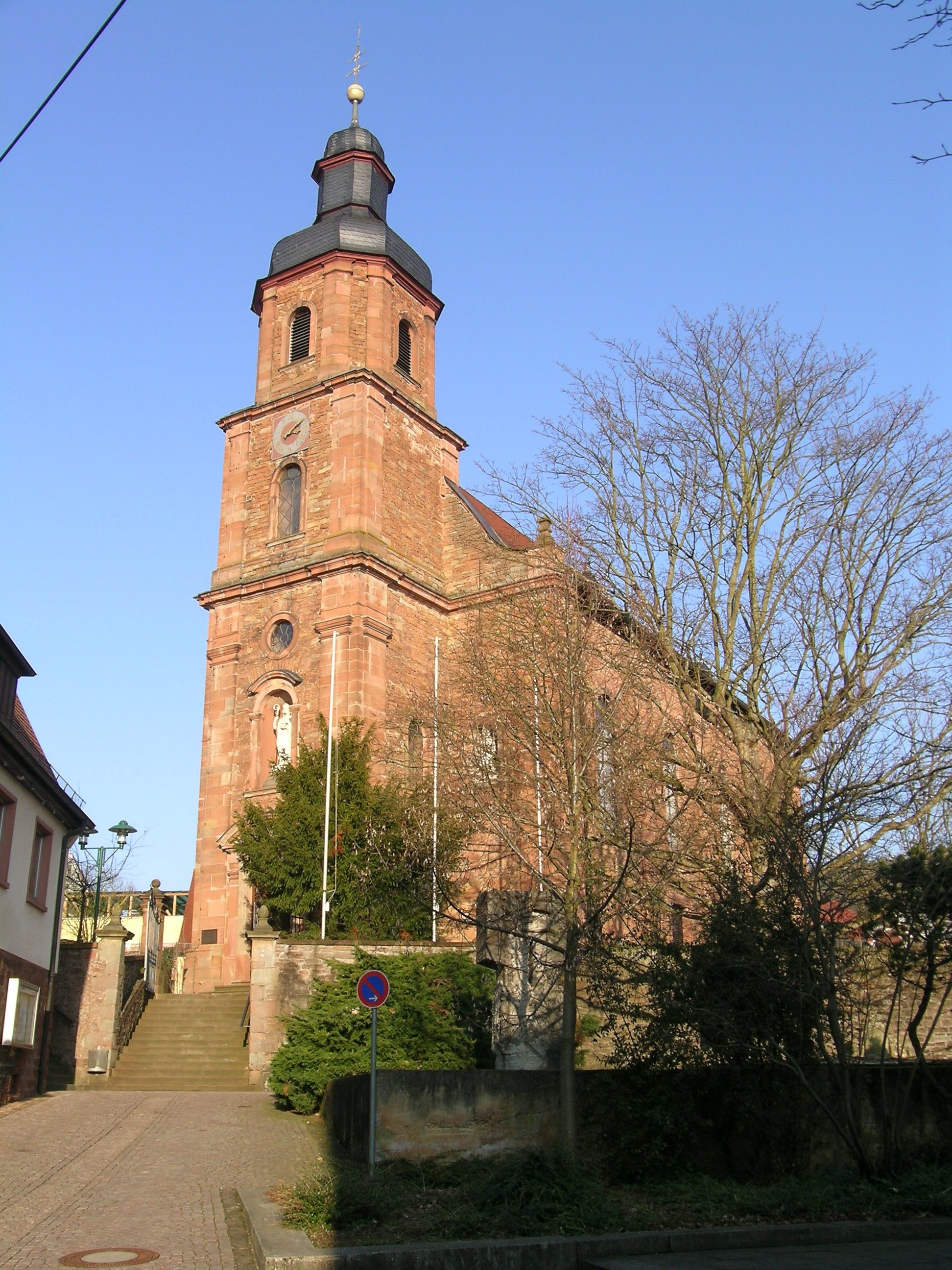
St. Martin in Mömlingen

Die alte römisch-katholische, denkmalgeschützte Kirche St. Martin steht in Mömlingen, einer Gemeinde im Landkreis Miltenberg (Unterfranken, Bayern). Das Bauwerk ist unter der Denkmalnummer D-6-76-140-7 als Baudenkmal in der Bayerischen Denkmalliste eingetragen. Die Kirchengemeinde gehört zur Pfarreiengemeinschaft Lumen Christi entlang der Mömling (Obernburg) im Dekanat Obernburg des Bistums Würzburg. Heute wird die Kirche nur noch für Hochzeiten und Beerdigungen genutzt. Für Gottesdienste ist sie zu klein; sie finden nunmehr in der Corpus-Domini-Kirche statt.

## Beschreibung
Die 1774 gebaute unverputzte barocke Saalkirche besteht aus einem Langhaus, das mit einem Satteldach bedeckt ist, einem eingezogenen, dreiseitig geschlossenen Chor im Osten und dem Fassadenturm im Westen, der mit Pilastern an den Ecken aus Quadermauerwerk gegliedert ist und eine schiefergedeckte Welsche Haube trägt. Das Geschoss oberhalb der Dachtraufe des Langhauses beherbergt die Turmuhr, das darüber liegende mit abgeschrägten Ecken den Glockenstuhl. 
Die Kirchenausstattung stammt aus der Bauzeit. Die Altäre und die Kanzel wurden von Johann Conrad Bechtold bemalt. Die Orgel wurde von Konrad Zahn gebaut.